# 기럇여아림

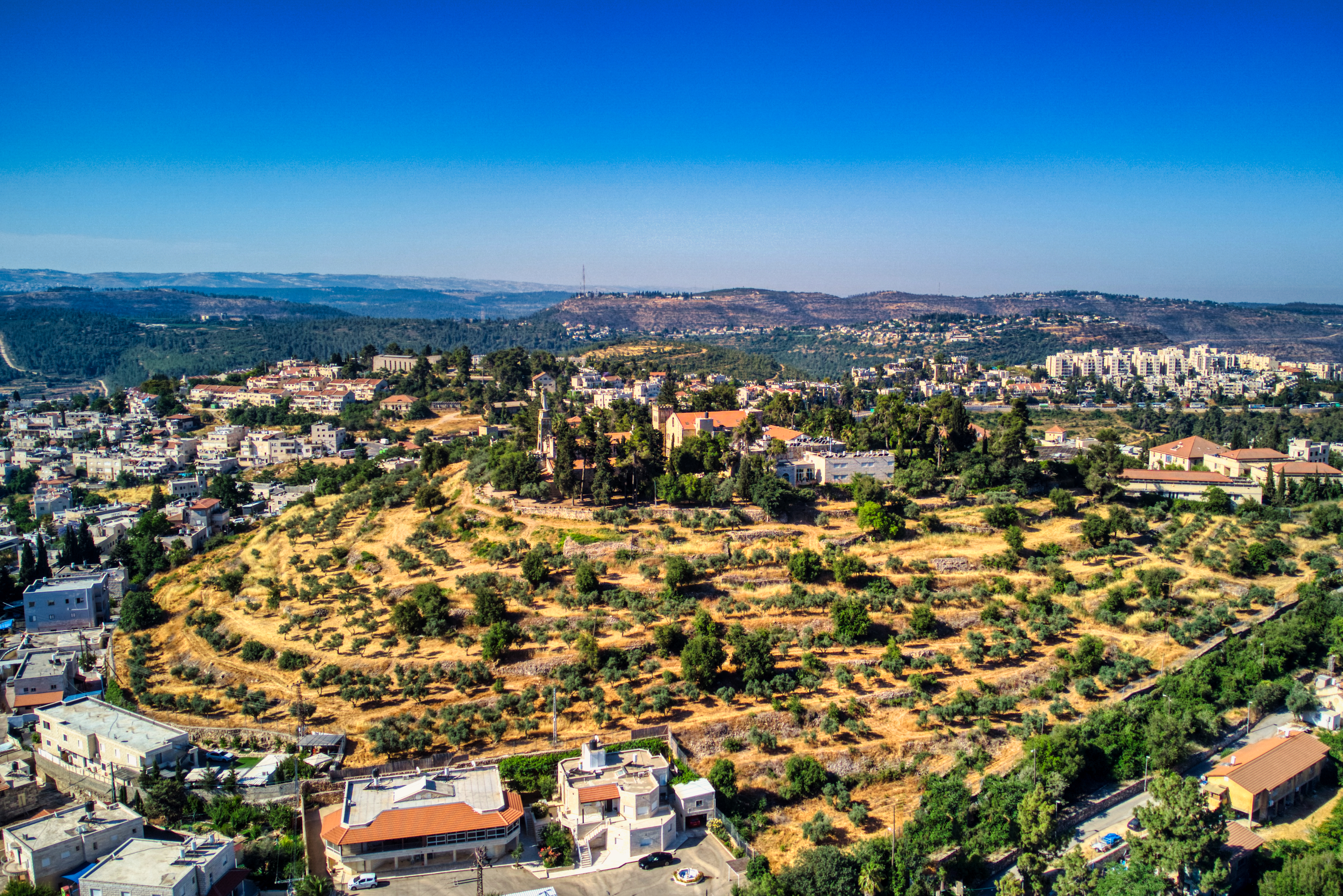
2022년 모습

기럇여아림, 키랴여아림, 기럇여아림, 키리앗쟈림, 카리앗쟈림(Kiriath-Jearim, 히브리어: קִרְיַת-יְעָרִים Qīryaṯ Yə'ārīm, "숲의 도시"; 고대 그리스어: Καριαθιαριμ Kariathiarim; 라틴어: Cariathiarim)은 이스라엘 땅에 있는 숲의 도시였다. 히브리어 성경에는 18번이나 언급되어 있다. 이곳은 아부고시(Abu Ghosh)로 알려져 있다.

## 어원
다른 이름으로는 기럇바알, 바알라, 바알유다(예를 들어 여호수아 15:60; 사무엘하 6:2; 대상 13:6 참조)가 있는데, 이는 이 도시가 더 이른 시기에 바알 숭배와 관련이 있었음을 암시한다.